# 크림 에일

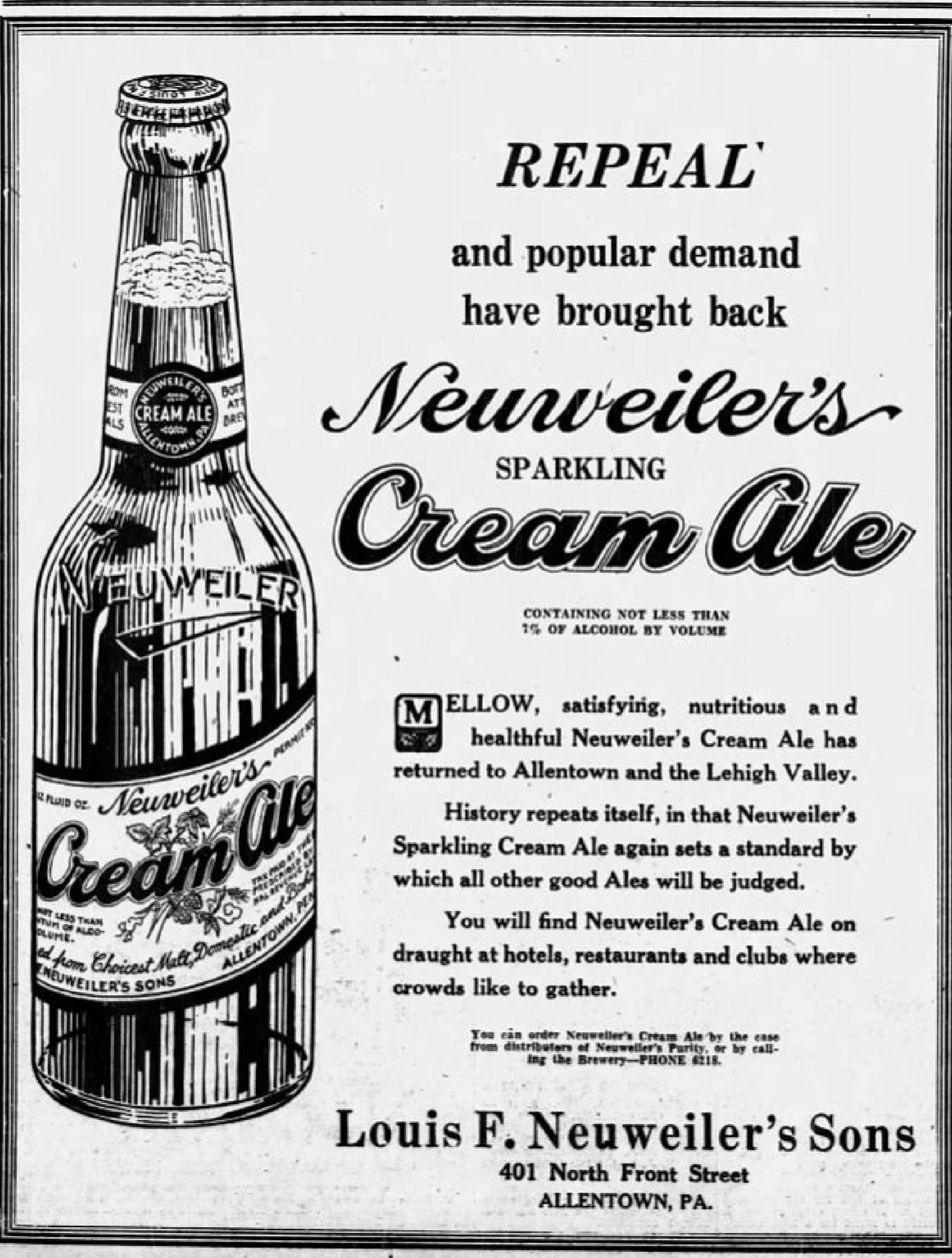

크림 에일(Cream Ale)은 색상이 연하고 잘 희석되어 더 건조한 미국 맥주 스타일이다. 1800년대 중반 미국의 여러 양조장에서 처음 제조된 크림 에일은 20세기 초까지 다양한 스타일을 지닌 매우 현지화된 형태로 남아 있었다. 미국의 금주법 시대 동안 수많은 캐나다 양조업자가 크림 에일을 양조하여 어느 정도 정제했다. 금주법이 폐지된 후 캐나다산 크림 에일은 미국에서 인기를 얻었고 그 스타일은 양국에서 새롭게 생산되었다.

## 스타일
크림 에일은 페일 라거와 관련이 있다. 일반적으로 짚색에서 옅은 황금색을 띠며 가볍고 상쾌하게 양조된다. 홉과 맥아 맛은 일반적으로 차분하지만 모든 맥주 스타일과 마찬가지로 개별 해석이 가능하므로 일부 양조장은 좀 더 독단적인 성격을 부여한다. 이름에도 불구하고 크림 에일에는 유제품이 포함되어 있지 않다.
크림 에일은 상면 발효 에일이지만 일반적으로 1차 발효가 완료된 후 장기간 냉장 보관하거나 숙성하는 과정을 거친다. 이는 과일향이 나는 에스테르를 감소시키고 맥주에 더 깔끔한 맛을 준다. 일부 예에는 저온 조절 단계를 위해 라거 효모가 추가되거나 에일과 라거가 혼합되어 있다. 옥수수와 쌀과 같은 첨가물은 바디감과 풍미를 가볍게 하기 위해 사용되지만, 많은 수제 맥주 양조장에서 전체 맥아 예시를 구할 수 있다.

## 같이 보기
- 스타일 (맥주)
- 생맥주
- 쾰슈
- 킬케니 (맥주)